# Loega (stad)
Loega (Russisch: Луга; Fins: Laukaa) is een stad in de Russische oblast Leningrad.
Het ligt aan de oevers van de gelijknamige rivier, op ongeveer 140 kilometer ten zuiden van Sint-Petersburg. Er wonen ongeveer 40.000 mensen. Het is de belangrijkste stad van het gelijknamige rayon.
Loega kent goede weg- en spoorverbindingen. Zo is het een halte op de lijn Sint-Petersburg - Pskov - Warschau. Het heeft echter geen ringweg om de stad heen: al het autoverkeer moet door het centrum, hetgeen de nodige luchtvervuiling oplevert. Dit speelt met name als veel mensen uit Sint-Petersburg van en naar hun datsja gaan.
Loega werd in 1777 gesticht op last van Catharina de Grote en had direct stadstatus. De stad speelde een cruciale rol in de Tweede Wereldoorlog, toen de Duitse opmars naar Leningrad met een maand werd vertraagd. Er werd de zogenaamde Loega-linie gevormd, een soort buitenste verdedigingsring om Leningrad heen. Uiteindelijk kwamen de Duitsers er wel doorheen, waarna de stad van augustus 1941 tot en met februari 1944 werd bezet. In 1977, bij het tweehonderdjarig bestaan van de stad, werd dit gememoreerd.

## Geboren
- Vladimir Bystrov (31 januari 1984), voetballer

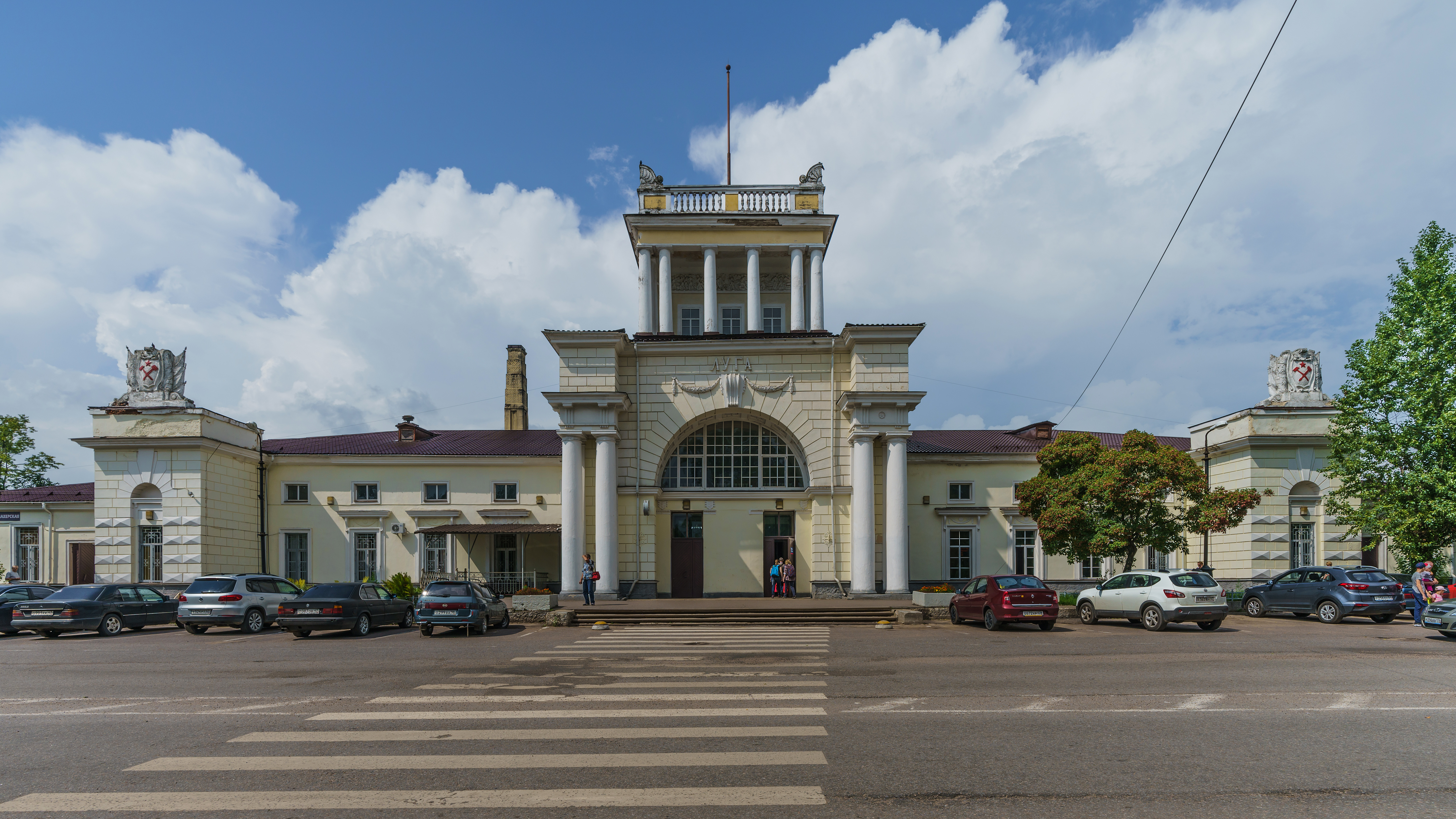
Stationsplein van Loega

Bestuurlijk centrum: Sint-Petersburg (geen onderdeel van de oblast)

Steden: Boksitogorsk · Gatsjina · Ivangorod · Kamennogorsk · Kingisepp · Kirisji · Kirovsk · Kommoenar · Ljoeban · Lodejnoje Pole · Loega · Nikolskoje · Novaja Ladoga · Otradnoje · Pikaljovo · Podporozje · Primorsk · Priozersk · Sertolovo · Sjasstroj · Sjlisselburg · Slantsy · Sosnovy Bor · Svetogorsk · Tichvin · Tosno · Volchov · Volosovo · Vsevolozjsk · Vyborg · Vysotsk

Stedelijke districten: Sosnovy Bor

Gemeentelijke districten: Boksitogorski · Gatsjinski · Kingiseppski · Kirisjski · Kirovski · Lodejnopolski · Loezjski · Lomonosovski · Podporozjski · Priozerski · Slantsevski · Tichvinski · Tosnenski · Volchovski · Volosovski · Vsevolozjski · Vyborgski